# Jagdstaffel 37
La Jagdstaffel 37 (in tedesco: Königlich Preußische Jagdstaffel Nr 37, abbreviato in Jasta 37) era una squadriglia (staffel) da caccia della componente aerea del Deutsches Heer, l'esercito dell'Impero tedesco, durante la prima guerra mondiale (1914-1918).

## Storia
La Jagdstaffel 37 venne fondata il 10 gennaio 1917 presso il Flieger-Abteilung (dipartimento di aviazione) 8 di Graudenz. Venne assegnata alla Armee-Abteilung A a partire dal 10 marzo del 1917 e ubicata presso la base di Möntingen. La squadriglia prese parte alla prima propria operazione di guerra il 23 marzo e ottenne la prima vittoria aerea il 13 aprile 1917.
Il 18 luglio 1917 l'unità fu trasferita a Wynghene sotto il comando della 4ª Armata per poi essere trasferita il 5 agosto a supporto della 6ª Armata. In ottobre tornò a Wynghene con la 4ª Armata e nel marzo del 1918 venne posta a supporto della 2ª Armata.
Il Leutnant Georg Meyer fu l'ultimo Staffelführer (comandante) della Jagdstaffel 37 dal 5 aprile 1918 fino alla fine della guerra.
Alla fine della prima guerra mondiale alla Jagdstaffel 37 vennero accreditate 70 vittorie aeree, di cui 13 per l'abbattimento di palloni da osservazione. Di contro, la squadriglia perse 7 piloti, 3 furono fatti prigionieri di guerra, 2 piloti morirono in incidente di volo e 3 furono feriti in azione.

## Lista dei comandanti della Jagdstaffel 37
Di seguito vengono riportati i nomi dei piloti che si succedettero al comando della Jagdstaffel 37.
| Grado        | Nome           | Periodo                           |
| ------------ | -------------- | --------------------------------- |
| Oberleutnant | Kurt Grasshoff | 10 gennaio 1917 - 7 novembre 1917 |
| Oberleutnant | Ernst Udet     | 7 novembre 1917 - 24 marzo 1918   |
| Leutnant     | Gustav Gobert  | 24 marzo 1918 - 5 aprile 1918     |
| Leutnant     | Georg Meyer    | 5 aprile 1918 - 11 novembre 1918  |

## Lista delle basi utilizzate dalla Jagdstaffel 37
- Möntingen: 10 marzo 1917
- Wynghene: 18 luglio 1917
- con la 6ª Armata dal 5 agosto 1917
- Wynghene: ottobre 1917
- Le Cateau: 15 marzo 1918
- St. Christ